# Lorentz Nordin

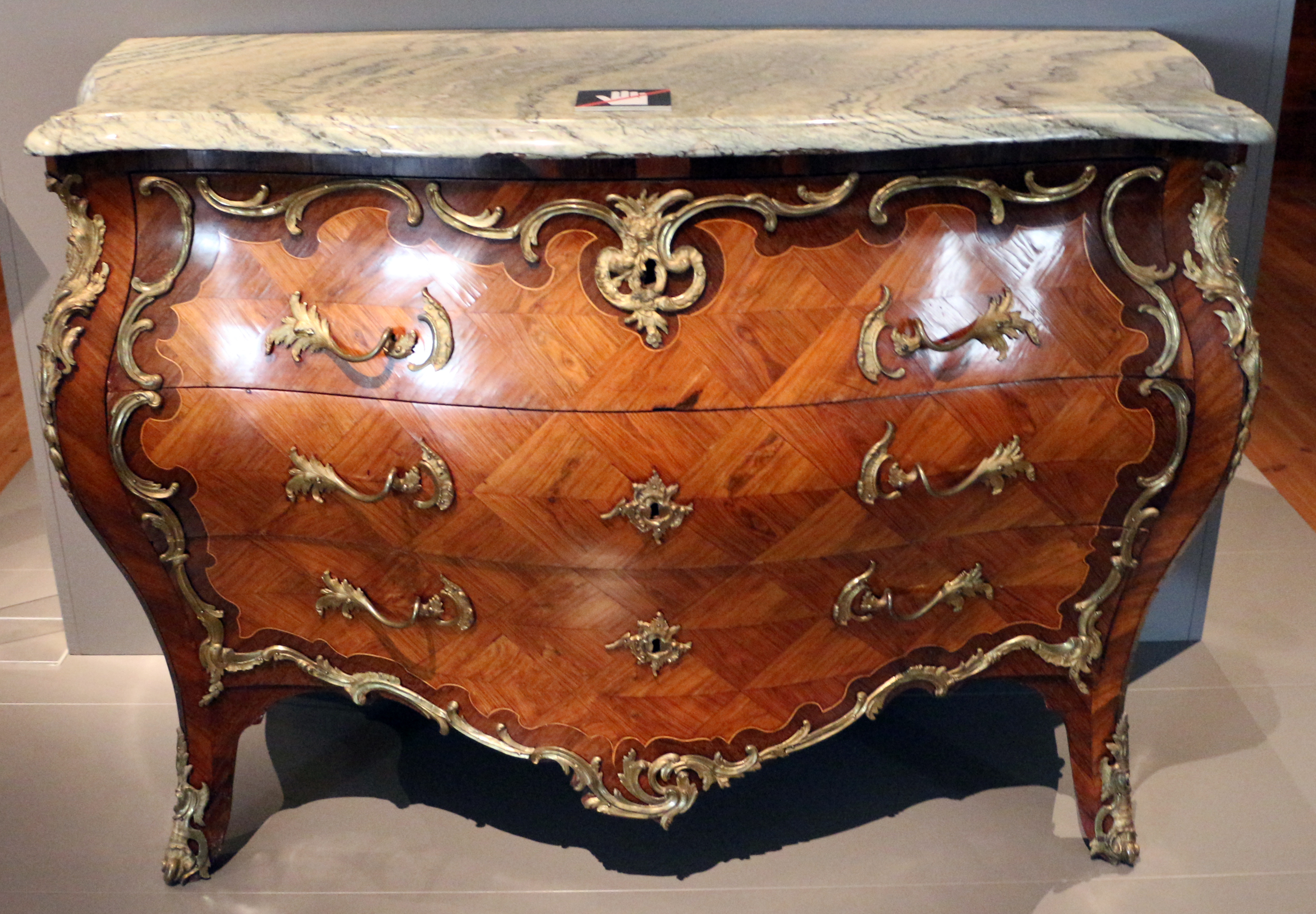
Rokokobyrå med marmorskiva attribuerad till Lorentz Nordin (1752-1773).

Lorentz eller Lars Nordin, född 1708, död 3 oktober 1786, var en svensk möbelsnickare, framstående när det gäller fanering med hela faner. 
Vid 18 års ålder började Nordin sin lära hos Eric Örn, där gick han var i fyra år till 1730. Runt 1740 var han på gesällvandring i Paris, varifrån han återkom till Stockholm 1743 där han blev antagen som hovschatullmakare tillsammans med Samuel Pasch.  Nordin blev mästare 1752 och fick burskap 1764.
Man tror att han hade sin verkstad på Slottsbacken 6 och därifrån levererades möbler till bl.a. Lovisa Ulrika och andra medlemmar av kungahuset. Man vet att inför kungafamiljens inflyttning på
Stockholms slott levererade Nordins verkstad minst sju stycken byråar.
Nordins kännetecken är att han fanerade med hela faner på dubbelsvängda ytor.
Lorentz Nordin signerade sina arbeten L. Nordin, ibland Lnd. Han utförde en hel del möbler för export, bland annat till Danzig och Stralsund.
Han finns representerad på Nationalmuseum med en byrå som han tillverkade tillsammans med Carl Petter Dahlström.
Till Nordins gesäller hörde Christopher Tietze.